# Cirrospilus vittatus
Cirrospilus vittatus är en stekelart som beskrevs av Walker 1838. Cirrospilus vittatus ingår i släktet Cirrospilus och familjen finglanssteklar. Arten är reproducerande i Sverige. Inga underarter finns listade i Catalogue of Life.